# Eduard Sacher
Eduard Sacher (Zseliz, 8 de febrero de 1843-Viena, 22 de noviembre de 1892) fue un restaurador y hotelero austríaco.

## Vida
Hijo del comerciante de vinos y delicatessen, Franz Sacher (1816-1907), completó su aprendizaje en la repostería Demel y durante ese tiempo completó la tarta sacher idea de su padre (Sachertorte) en la forma actual. En 1873 abrió un restaurante en la Kärntner Strasse de Viena, donde fundó chambres séparées siguiendo el modelo parisino. En 1876, Sacher hizo construir el Hotel Sacher en el lugar donde anteriormente había estado el Kärntnertortheater y después de su muerte, fue dirigido por su esposa Anna Sacher.

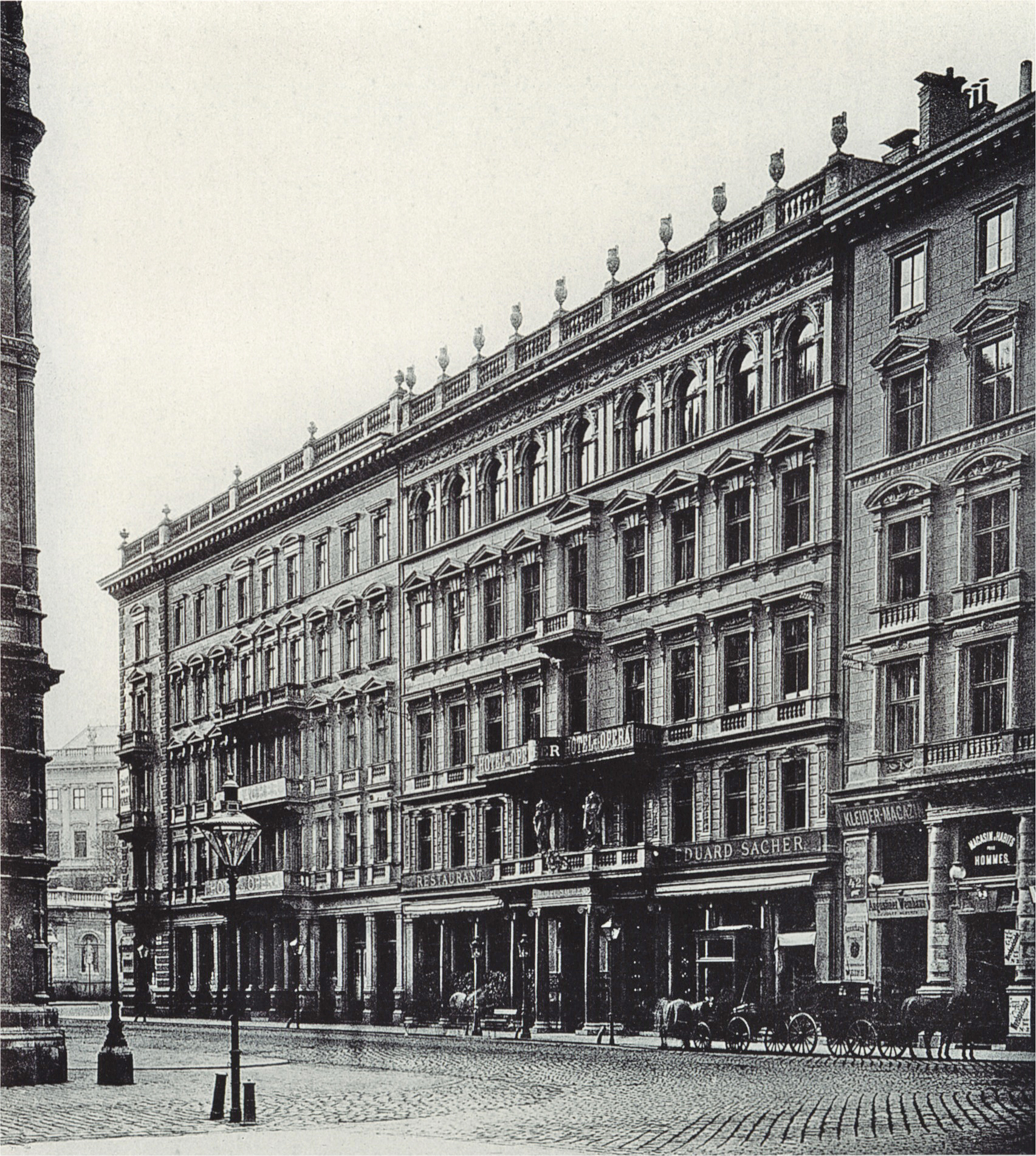
El Hotel Sacher, hacia 1890.

Con Anna, de soltera Fuchs, tuvo tres hijos Eduard, Franziska y Anna "Anni". En 1871 fue nombrado proveedor de vinos y delicatessen de la corte.
Sacher fue la fuerza impulsora detrás de la primera exposición de arte culinario de Viena organizada en 1884.
Eduard Sacher murió a los 49 años. Su tumba está en el Helenenfriedhof en Baden, cerca de Viena.